# Megachoriolaus nigricollis
Megachoriolaus nigricollis là một loài bọ cánh cứng trong họ Cerambycidae.